# Polygala crotalarioides
Polygala crotalarioides är en jungfrulinsväxtart som beskrevs av Buch.-ham. och Dc.. Polygala crotalarioides ingår i släktet jungfrulinssläktet, och familjen jungfrulinsväxter. Inga underarter finns listade i Catalogue of Life.